# دان میچل (هنرپیشه)
دن میتچال (انگلیسی: Don Mitchell؛ ۱۷ مارس ۱۹۴۳ – ۸ دسامبر ۲۰۱۳ (۷۰ سال)) یک هنرپیشه اهل ایالات متحده آمریکا بود.